# Melanagromyza oculata
Melanagromyza oculata är en tvåvingeart som beskrevs av Mitsuhiro Sasakawa 1963. Melanagromyza oculata ingår i släktet Melanagromyza och familjen minerarflugor. Inga underarter finns listade i Catalogue of Life.